# Phengodes bella
Phengodes bella là một loài bọ cánh cứng trong họ Phengodidae. Loài này được Barber miêu tả khoa học năm 1913.